# Glaciar superior do Aar
O glaciar Oberaar (em alemão:   Oberaargletscher, literalmente "glaciar superior do Aar") encontra-se  nos Alpes berneses no cantão de Berna, na Suíça. Presentemente termina no lago Oberaar.

## Evolução
O glaciar tem por origem Oberaarjoch entre o Oberaarhorn e o Oberaarrothorn, o qual faz fronteira entre o cantão de Berna e o cantão do Valais. Comunica com o glaciar de Fiesch, e estava antigamente ligado com o glaciar inferior do Aar (glaciar inferior du Aar), e descia quase até junto à cidade de Berna.